# جین کوپ
جین کوپ (انگلیسی: Jane Coop؛ زادهٔ ۱۸ آوریل ۱۹۵۰) نوازنده پیانو اهل کانادا است.
وی همچنین برندهٔ جوایزی همچون رتبهٔ عضو نشان کانادا شده است.